# دیمیتری بوچووتسکی
دیمیتری بوچووتسکی (انگلیسی: Dimitri Buchowetzki؛ ۱۸۸۵ – ۱۹۳۲) یک کارگردان اهل روسیه بود.

## فیلم‌شناسی
- دانتون (۱۹۲۱)[۱]
- سافو (۱۹۲۱)
- برادران کارامازوف (۱۹۲۱)
- پتر کبیر (۱۹۲۲)
- اتلو (۱۹۲۲)
- Carousel (۱۹۲۳)
- مرد (۱۹۲۴)
- Lily of the Dust (۱۹۲۴)
- قو (۱۹۲۵)
- والنسیا (۱۹۲۶)
- The Midnight Sun (1926 film) (۱۹۲۶)
- The Crown of Lies (۱۹۲۶)
- قتل شبه عمد (۱۹۳۱)
- Die Nacht der Entscheidung (۱۹۳۱)
- نامه (۱۹۳۱)
- Stamboul (۱۹۳۱)
- De Sensatie van de Toekomst (۱۹۳۱)